# Капранов, Сергей Владимирович
Сергей Владимирович Капранов (1924—2012) — советский передовик производства в судостроительной промышленности. Герой Социалистического Труда (1970).

## Биография
Родился 21 февраля 1924 года в городе Ленинград в рабочей семье.
Окончив семь классов школы, поступил в школу фабрично-заводского ученичества при заводе № 346 Наркомата судостроительной промышленности СССР. После окончания ШЗУ со специальностью слесаря 4-го разряда, устроился работать слесарем-лекальщиком на заводе № 346. С 1941 года в начале Великой Отечественной войны завод был эвакуирован в Челябинск.
С 1942 года служил в рядах Красной Армии. с 1943 года — гвардии рядовой, стрелок 5-го батальона 5-й гвардейской воздушно-десантной бригады. Участвовал в прорыве блокады Ленинграда и дошел до Берлина.
С 1947 года после демобилизации из рядов Красной Армии, работал слесарем-разметчиком и бригадиром инструментального цеха завода № 457 (до 1944 года — завод № 346) МССП СССР. С. В. Капранов изготовил многие детали для ответственных частей арматуры атомохода «Ленин», ледокола «Арктика», научно-исследовательских судов «Юрий Гагарин», «Академик Курчатов» и танкера «Крым». Самые ответственные задания на заводе «Знамя Октября» поручали его бригаде, которая добилась высоких показателей в работе.
28 апреля 1963 года Указом Президиума Верховного Совета СССР «за отличие в труде» С. В. Капранов был награждён Орденом Трудового Красного Знамени.
30 марта 1970 года «закрытым» Указом Президиума Верховного Совета СССР «за выдающиеся успехи, достигнутые в деле производства новой техники» Сергей Владимирович Капранов был удостоен звания Героя Социалистического Труда с вручением Ордена Ленина и золотой медали «Серп и Молот».
Помимо основной деятельности был депутатом Кировского районного Совета депутатов Ленинграда. Делегат XXIV съезда КПСС (1971).
После выхода на пенсию, жил в Санкт-Петербурге. Умер в 2012 году.

## Награды
- Медаль «Серп и Молот» (30.03.1970)
- Орден Ленина (30.03.1970)
- Орден Отечественной войны II степени (11.03.1985)
- Орден Трудового Красного Знамени (28.04.1963)
- Медаль «За боевые заслуги» (20.10.1943)